# TCR Italy Touring Car Championship 2022
La stagione 2022 del TCR Italy Touring Car Championship è la sesta edizione del campionato organizzato dall'ACI. È iniziata il 21 aprile a Monza e terminerà il 18 settembre a Vallelunga.

## Scuderie e piloti
| Scuderia                              | Vettura                    | #  | Pilota              | Gare     |
| ------------------------------------- | -------------------------- | -- | ------------------- | -------- |
| Scuderia del Girasole by CUPRA Racing | CUPRA Leon Competición TCR | 3  | Raffaele Gurrieri   | 1-6      |
| Scuderia del Girasole by CUPRA Racing | CUPRA Leon Competición TCR | 4  | Salvatore Tavano    | 1-6      |
| Scuderia del Girasole by CUPRA Racing | CUPRA Leon Competición TCR | 10 | Federico Paolino    | 1-4, 6   |
| Scuderia del Girasole by CUPRA Racing | CUPRA Leon Competición TCR | 21 | Nicola Guida        | 1-6      |
| MM Motorsport                         | Honda Civic Type R TCR     | 5  | Manuel Bissa        | 2-5      |
| MM Motorsport                         | Honda Civic Type R TCR     | 14 | Marco Iannotta      | 1-6      |
| MM Motorsport                         | Honda Civic Type R TCR     | 25 | Paolo Rocca         | 6        |
| MM Motorsport                         | Honda Civic Type R TCR     | 33 | Carlo Tamburini     | 1-6      |
| MM Motorsport                         | Honda Civic Type R TCR     | 62 | Jack Young          | 1        |
| Tecnodom Sport                        | Fiat Tipo TCR              | 6  | Jonathan Giacon     | 1-3      |
| Tecnodom Sport                        | Fiat Tipo TCR              | 6  | Luca Rangoni        | 4-5      |
| Tecnodom Sport                        | Audi RS3 LMS TCR           | 96 | Steven Giacon       | 1-5      |
| Planet Rally/Bolza Corse              | Audi RS3 LMS TCR II        | 8  | Denis Babuin        | 1-6      |
| BF Motorsport                         | Audi RS3 LMS TCR II        | 9  | Matteo Poloni       | 1, 3-5   |
| Trico WRT                             | Hyundai Elantra N TCR      | 11 | Damiano Reduzzi     | 1-5      |
| RC2 Junior Team                       | Audi RS3 LMS TCR II        | 12 | Rubén Fernández     | 1-6      |
| RC2 Junior Team                       | Audi RS3 LMS TCR II        | 41 | Victor Fernández    | 3, 5-6   |
| RC2 Junior Team                       | CUPRA Leon Competición TCR | 19 | Felipe Fernández    | 1-6      |
| RC2 Junior Team                       | CUPRA Leon Competición TCR | 37 | Sergio López        | 1-6      |
| Next Motorsport                       | Hyundai i30 N TCR          | 13 | Emanuele Romani     | 2        |
| Next Motorsport                       | Hyundai i30 N TCR          | 46 | Marco Butti         | 2        |
| Elite Motorsport                      | Audi RS3 LMS TCR II        | 15 | Nicola Baldan       | 5-6      |
| Elite Motorsport                      | Audi RS3 LMS TCR           | 85 | Rodolfo Massaro     | 1-6      |
| Elite Motorsport                      | Audi RS3 LMS TCR           | 90 | Mauro Trentin       | 1-5      |
| Team Clairet Sport                    | Peugeot 308 TCR            | 16 | Jimmy Clairet       | 5-6      |
| Team Clairet Sport                    | Audi RS3 LMS TCR           | 18 | Stéphane Ventaja    | 1-2, 5-6 |
| Team Clairet Sport                    | CUPRA TCR                  | 66 | Gilles Colombani    | 1-4, 6   |
| Target Competition                    | Hyundai Elantra N TCR      | 20 | Francesca Raffaele  | 1-5      |
| Target Competition                    | Hyundai Elantra N TCR      | 22 | Niels Langeveld     | 1-6      |
| Target Competition                    | Hyundai Elantra N TCR      | 56 | Cesare Brusa        | 1-6      |
| ALM Motorsport                        | Honda Civic Type R TCR     | 23 | Mattias Vahtel      | 1-6      |
| ALM Motorsport                        | Honda Civic Type R TCR     | 27 | Ruben Volt          | 1-6      |
| ALM Motorsport                        | Honda Civic Type R TCR     | 39 | Antti Rammo         | 1-6      |
| Aggressive Team Italia                | Hyundai Elantra N TCR      | 24 | Luca Lorenzini      | 2        |
| Aggressive Team Italia                | Hyundai Elantra N TCR      | 31 | Kevin Ceccon        | 1, 3-4   |
| Aggressive Team Italia                | Hyundai Elantra N TCR      | 34 | Mirko Zanardini     | 5-6      |
| Aggressive Team Italia                | Hyundai Elantra N TCR      | 64 | Levente Losonczy    | 5-6      |
| Aggressive Team Italia                | Hyundai Elantra N TCR      | 74 | Edoardo Cappello    | 1-3, 5-6 |
| Aggressive Team Italia                | Hyundai Elantra N TCR      | 75 | Mauro Guastamacchia | 3        |
| PMA Motorsport                        | Hyundai Elantra N TCR      | 32 | Felice Jelmini      | 5        |
| CRM Motorsport                        | Hyundai i30 N TCR          | 44 | Michele Imberti     | 1-5      |
| CRM Motorsport                        | Hyundai i30 N TCR          | 47 | Ettore Carminati    | 1-5      |
| K2 Engineering                        | Hyundai i30 N TCR          | 59 | Dušan Kouřil        | 1, 4     |
| Lema Racing                           | CUPRA Leon Competición TCR | 61 | Giacomo Ghermandi   | 2, 5-6   |
| Gretaracing                           | Audi RS3 LMS TCR           | 69 | Francesco Savoia    | 3-4      |
| SP Competition                        | CUPRA Leon Competición TCR | 77 | Sylvain Pussier     | 1-6      |
| Scuderia Vesuvio                      | CUPRA TCR                  | 81 | Sabatino Di Mare    | 1-6      |
| RC Motorsport                         | Audi RS3 LMS TCR           | 90 | Mauro Trentin       | 6        |
| Ten Job                               | Audi RS3 LMS TCR           | 97 | Mauro Guidetti      | 6        |
| Pro Race                              | CUPRA TCR                  | 99 | Giorgio Fantilli    | 1-5      |

## Calendario
| Gara | Gara | Circuito                              | Data         | Supporto |
| ---- | ---- | ------------------------------------- | ------------ | --- |
| 1    | G1   | Autodromo nazionale di Monza          | 23 aprile    | Campionato Italiano GT Sprint Formula Regional European Championship BMW M2 CS Racing Cup Italy                                                  |
| 1    | G2   | Autodromo nazionale di Monza          | 24 aprile    | Campionato Italiano GT Sprint Formula Regional European Championship BMW M2 CS Racing Cup Italy                                                  |
| 2    | G3   | Autodromo Enzo e Dino Ferrari         | 7 maggio     | Formula Regional European Championship Porsche Carrera Cup Italia                                                                                |
| 2    | G4   | Autodromo Enzo e Dino Ferrari         | 8 maggio     | Formula Regional European Championship Porsche Carrera Cup Italia                                                                                |
| 3    | G5   | Misano World Circuit Marco Simoncelli | 4 giugno     | Campionato Italiano GT Sprint Italian F4 Championship Campionato Italiano Sport Prototipi Mini Challenge Italia BMW M2 CS Racing Cup Italy       |
| 3    | G6   | Misano World Circuit Marco Simoncelli | 5 giugno     | Campionato Italiano GT Sprint Italian F4 Championship Campionato Italiano Sport Prototipi Mini Challenge Italia BMW M2 CS Racing Cup Italy       |
| 4    | G7   | Autodromo internazionale del Mugello  | 16 luglio    | Campionato Italiano GT Endurance Campionato Italiano Sport Prototipi Porsche Carrera Cup Italia Mini Challenge Italia BMW M2 CS Racing Cup Italy |
| 4    | G8   | Autodromo internazionale del Mugello  | 17 luglio    | Campionato Italiano GT Endurance Campionato Italiano Sport Prototipi Porsche Carrera Cup Italia Mini Challenge Italia BMW M2 CS Racing Cup Italy |
| 5    | G9   | Autodromo Enzo e Dino Ferrari         | 3 settembre  | Campionato Italiano GT Sprint Campionato Italiano Sport Prototipi Mini Challenge Italia BMW M2 CS Racing Cup Italy                               |
| 5    | G10  | Autodromo Enzo e Dino Ferrari         | 4 settembre  | Campionato Italiano GT Sprint Campionato Italiano Sport Prototipi Mini Challenge Italia BMW M2 CS Racing Cup Italy                               |
| 6    | G11  | Autodromo di Vallelunga               | 17 settembre | Campionato Italiano GT Endurance Porsche Carrera Cup Italia                                                                                      |
| 6    | G12  | Autodromo di Vallelunga               | 18 settembre | Campionato Italiano GT Endurance Porsche Carrera Cup Italia                                                                                      |

## Risultati e classifiche

### Gare
| Gara | Circuito   | Pole position    | Giro veloce      | Pilota vincitore | Scuderia vincitrice                   |
| ---- | ---------- | ---------------- | ---------------- | ---------------- | ------------------------------------- |
| 1    | Monza      | Denis Babuin     | Denis Babuin     | Niels Langeveld  | Target Competition                    |
| 2    | Monza      |                  | Salvatore Tavano | Salvatore Tavano | Scuderia del Girasole by CUPRA Racing |
| 3    | Imola      | Ruben Volt       | Ruben Volt       | Carlo Tamburini  | MM Motorsport                         |
| 4    | Imola      |                  | Mattias Vahtel   | Rubén Fernández  | RC2 Junior Team                       |
| 5    | Misano     | Salvatore Tavano | Salvatore Tavano | Salvatore Tavano | Scuderia del Girasole by CUPRA Racing |
| 6    | Misano     |                  | Michele Imberti  | Michele Imberti  | CRM Motorsport                        |
| 7    | Mugello    | Niels Langeveld  | Niels Langeveld  | Salvatore Tavano | Scuderia del Girasole by CUPRA Racing |
| 8    | Mugello    |                  | Denis Babuin     | Niels Langeveld  | Target Competition                    |
| 9    | Imola      | Marco Iannotta   | Mattias Vahtel   | Niels Langeveld  | Target Competition                    |
| 10   | Imola      |                  | Carlo Tamburini  | Denis Babuin     | Planet Rally/Bolza Corse              |
| 11   | Vallelunga | Niels Langeveld  | Niels Langeveld  | Niels Langeveld  | Target Competition                    |
| 12   | Vallelunga |                  | Felipe Fernández | Felipe Fernández | RC2 Junior Team                       |